# Francesca Agostini
Pour les articles homonymes, voir Agostini.
Francesca Agostini, née 2 novembre 1990 à Pistoia, est une actrice italienne.

## Filmographie
- 2014 : Un sacré détective (Don Matteo) (série télévisée) : Federica
- 2014 : A testa alta (it) (téléfilm)
- 2014 : L'Éveil d'Edoardo (Short Skin - I dolori del giovane Edo) : Bianca
- 2014 : Francesco (it) (mini-série) : la sœur de Paola
- 2015 : L'Oriana (it) (téléfilm) : Lisa
- 2015 : Wondrous Boccaccio : Donna dei fiori
- 2015 : Hope Lost : Sofia
- 2015 : Grand Hôtel (it) (série télévisée) : Anita (12 épisodes)
- 2017 : Ieri e Domani (court métrage) : l'étudiante en médecine
- 2017 : Femme et Mari (Moglie e marito) : Anna
- 2017 : Rainbow: A Private Affair : Giovane contadina
- 2017 : Squadra mobile (it) (série télévisée) : Daria Tagliavia (5 épisodes)
- 2017 : The Comedians (it) (série télévisée) : Ippolita Bisio (10 épisodes)
- 2016-2018 : L'allieva (it) (série télévisée) : Lara (12 épisodes)